# Zakl (Podlehnik)
Zakl (německy Sackel) je vesnice, která administrativně spadá do občiny Podlehnik. Nachází se v jihovýchodním Slovinsku, v blízkosti silnice spojující Maribor a Záhřeb. Podle sčítání lidu z roku 2016 žilo ve vesnici 202 obyvatel. Místní kostel je zasvěcen Panně Marii Sedmibolestné. V blízkosti vsi protéká řeka Rogatica.